# William J. Coughlin
Pour les articles homonymes, voir Coughlin.
William J. Coughlin, né le 26 février 1929 et mort le 25 avril 1992 à Détroit, Michigan, est un juge fédéral et un auteur américain de roman policier. Il a également signé deux titres sous le pseudonyme Sean A. Key.

## Biographie
Il a été tour à tour procureur, avocat pénaliste pendant vingt ans à la cour de Détroit, puis juge fédéral. Fort de son expérience, il se lance en 1968 dans l’écriture de thrillers judiciaires qui s’inscrivent dès leur parution sur les listes de best-sellers.  
En 1991, il publie L’Ombre d’un doute, le premier titre d'une série consacrée à l’avocat alcoolique Charley Sloan. Autrefois brillant avocat, marié à une très belle femme, Sloan a tout perdu en raison de son alcoolisme. Suspendu du barreau après s'être présenté en cour en état d’ébriété avancé, il a évité de peu la radiation. Au moment où la série s’amorce, il s’est inscrit aux AA et tente de redorer sa réputation. Il tisse également de nouveaux liens affectifs avec Sue Gillis, une shérif détective. Dans L’Ombre d’un doute, une de ses anciennes maîtresse vient le trouver dans son minable bureau et le sollicite pour défendre sa jeune belle-fille, accusée d'avoir tué son père, présenté comme un obsédé sexuel. Sloan accepte la cause et parvient à jeter un éclairage inattendu sur une affaire autrement complexe que ce qu'il avait cru y déceler au départ. Tout en conservant son sens de l'humour, Sloan fait face dans Vices de forme à des difficultés plus graves, où les conseils de Sue Gillis lui seront profitables, lorsqu'il subit une tentative d'extorsion de la part d'un juge qui doit rendre un jugement dans une cause opposant son client, un conducteur de voiture resté paralysé à la suite d'un accident, à la Ford Motor Company. Anti-héros complexe, Charley Sloan a été incarné en 1995 dans le téléfilm américain L’Affaire Angel Harwell par Brian Dennehy.
Avec son épouse, William J. Coughlin a vécu à Grosse Pointe Woods, en banlieue de Détroit, jusqu’à sa mort subite en 1992. Les romans publiés après cette date ont été complétés ou entièrement rédigés, notamment dans le cas de The Judgement (1997), par des nègres littéraires.

## Œuvre

### Romans

#### SérieCharley Sloan
- Shadow of a Doubt (1991) Publié en français sous le titre L’Ombre d’un doute, Paris, Librairie des Champs-Élysées, Le Masque no 2185, 1994
- Death Penalty (1992) Publié en français sous le titre Vices de forme, Paris, Denoël, coll. Thrillers, 1995 ; réédition, Paris, Gallimard, Folio policier no 8, 1998
- The Judgement (1997), publication posthume entièrement rédigée par un nègre littéraire
- Proof of Intent (2002), publication posthume d'un manuscrit inachevé, complété par Walter Sorrells

#### Autres romans
- The Dividend Was Death (1968)
- The Destruction Committee (1971)
- Grinding Mill (1973)
- The Stalking Man (1979)
- Day of Wrath (1980)
- Twelve Apostles (1984)
- Her Father’s Daughter (1986)
- Her Honor (1987)
- In the Presence of Enemies (1989)
- Heart of Justice (1995), publication posthume
- The Court ou No More Dream (1998), publication posthume

#### Série policièreCainsignée Sean A. Key
- The Mark of Cain (1980)
- Cain’s Chinese Puzzle (1981)

## Adaptation
- 1995 : L’Affaire Angel Harwell, téléfilm américain de Brian Dennehy, avec Brian Dennehy dans le rôle de Charley Sloan, Bonnie Bedelia et Fairuza Balk.

## Référence
- Claude Mesplède (dir.), Dictionnaire des littératures policières, vol. 1 : A - I, Nantes, Joseph K, coll. « Temps noir », 2007, 1054 p. (ISBN 978-2-910-68644-4, OCLC 315873251), p. 484.